# Allonnes (Sarthe)
Allonnes é uma comuna francesa na região administrativa da Pays de la Loire, no departamento de Sarthe. Estende-se por uma área de 18,07 km². Em 2010 a comuna tinha 11 184 habitantes (densidade: 618,9 hab./km²).